# P2
A P2 (Propaganda due, olasz kiejtéssel: [propaˈɡanda ˈduːe]) Olaszország jobboldali újjászületését elősegíteni szándékozó szabadkőműves páholy volt.

## Tevékenysége az „Ólomévek” alatt
Az Olaszország jobboldali újjászületéséért küzdő P2 szabadkőműves páholyba 1977 és 1978 során tömegesen kérték felvételüket politikusok, magas rangú katonatisztek, a hadsereg és a rendőrség titkosszolgálatainak vezetői. Licio Gelli, a páholy nagymestere nem véletlenül jelenthette ki 2006-ban a svájci televíziónak adott interjúban, hogy nagyon sok barátja volt, és lehetőségükben lett volna mindent blokkolni az államapparátus gépezetében. Virginio Rognoni kereszténydemokrata politikus, aki 1978 és 1983 között töltötte be a belügyminiszteri tisztséget egy interjúban ezzel kapcsolatban a következőket mondotta:
„Nekem teljes bizonyossággal úgy tűnik, hogy a P2 tervei homlokegyenest ellenkeztek Moro politikai terveivel...De homlokegyenest ellenkeztek minden olyan politikai céllal, amelyet a demokratikus erők követtek autonóm részvételük révén. És éppen ezért, mert a P2 okkult hatalom volt, képes volt kívülről befolyásolni erőszakkal az események – mert a korrupció és az intrika is az – az események alakulását.”
Cossiga akkori belügyminiszter viszont megpróbálta kategorikusan kizárni annak lehetőségét, hogy a P2 szabadkőműves páholy ott lapult volna a háttérben:
„Ezt abszolút módon kizárom. Az igaz, hogy a titkosszolgálatok számos vezetője, anélkül, hogy mi ezt tudtuk volna a P2 tagjai voltak. Azonban érdemes visszaemlékezni arra, hogy ők mindannyian olyanok voltak, akik kinevezéséhez a PCI hozzájárulását megadta.”
A volt belügyminiszter fáradozásai – mint az előzőekben olvashattuk – kevés eredménnyel jártak.

## Felfedezése
1980. október 5-én egy addig kevesek által ismert férfit szólaltatott meg az ismert újságíró Maurizio Costanzo, a Corriere della Sera című napilapban. Licio Gellit az írás „a legtitkosabb és leghatalmasabb szabadkőműves páholy elvitathatatlan főnökeként” mutatta be. Nem telt el fél év és a P(ropaganda) 2 szabadkőműves páholyra egy véletlen folytán lecsapott a rendőrség, felgöngyölítvén ezzel a modern kori Olaszország egyik legsúlyosabb botrányát. A Gelli vezette titkos páholy fő céljának tekintette az Olasz Köztársaság mindenkori kormányának teljes és totális ellenőrzését, a sajtó és az igazságszolgáltatás felügyeletét és a szakszervezetek fellépésének letörését. A szervezet tagjai között voltak parlamenti képviselők, csendőrtábornokok, a hadsereg tábornokai, admirálisok, egyetemi tanárok, ügyészek, újságírók. A P2 ezen magas rangú olasz közéleti embereken kívül tagjai között tudhatta az akkor még kevéssé ismert nagyiparost Silvio Berlusconit, Maurizio Costanzo újságírót, Roberto Calvit és Michele Sindonát, valamint az utolsó olasz király fiát, Vittorio Emanuele di Savoiát.

## Magyar szálak
A P2 botránynak voltak magyar szereplői is: a rendőrség által lefoglalt listán szerepel a volt római magyar nagykövet, Száll József, valamint a vélelmezhetően magyar származású Giorgio Csepanyi neve is.